# Championnat d'Asie masculin de basket-ball 1993
Navigation
Japon 1991 Corée du Sud 1995
Le championnat d'Asie de basket-ball 1993 est la dix-septième édition du championnat d'Asie des nations. Elle s'est déroulée du 12 au 21 novembre 1993 à Jakarta en Indonésie.

## Classement final
| Position | Équipe              | Bilan |
| -------- | ------------------- | ----- |
| 1        | Chine               | 6v-1d |
| 2        | Corée du Nord       | 5v-1d |
| 3        | Corée du Sud        | 5v-1d |
| 4        | Iran                | 4v-2d |
| 5        | Taïwan              | 5v-1d |
| 6        | Arabie saoudite     | 4v-3d |
| 7        | Japon               | 3v-3d |
| 8        | Émirats arabes unis | 2v-4d |
| 9        | Jordanie            | 5v-2d |
| 10       | Koweït              | 4v-3d |
| 11       | Philippines         | 3v-3d |
| 12       | Indonésie           | 2v-4d |
| 13       | Hong Kong           | 2v-4d |
| 14       | Malaisie            | 2v-5d |
| 15       | Thaïlande           | 3v-4d |
| 16       | Singapour           | 0v-6d |
| 17       | Pakistan            | 1v-4d |
| 18       | Bangladesh          | 0v-5d |